# Franc francez
Francul francez (simbol: ₣, prescurtat F, FF, Fr, FRF) a fost unitatea monetară a Franței, a Monacoului și, împreună cu peseta spaniolă, a Andorrei, până la adoptarea monedei unice, euro.
Deși o piesă monetară purtând denumirea de „franc” sau „franc călare” (în franceză franc à cheval) existase de la 5 decembrie 1360, francul francez nu a fost unitate monetară (monedă) unică a Franței decât între 7 aprilie 1795 și 31 decembrie 1998 (și unitate monetară comună a Andorrei și a Monacoului). A succedat livrei tournois, care era unitatea de cont a Vechiului Regim, francul nefiind atunci decât o monedă de calcul.
La 1 ianuarie 1999, francul a devenit o diviziune națională a monedei unice europene, euro. La 1 ianuarie 2002, francul francez a încetat, în totalitate,  să mai fie unitate de cont, înainte  de a-și înceta cursul legal, la 17 februarie 2002, dată la care a fost înlocuit de euro, devenit monedă unică, monedele metalice și bancnotele de franci francezi fiind demonetizate.

## Istorie

### Sub Vechiul Regim
La 5 decembrie 1360, primii franci au fost bătuți la Compiègne, pentru a ajuta la plata răscumpărării regelui Ioan al II-lea al Franței, cunoscut sub numele de Ioan cel Bun (în franceză Jean le Bon), care fusese capturat de englezi, la 19 septembrie 1356, în bătălia de la Poitiers. Denumit franc à cheval (în română: « franc călare »), este vorba despre un écu, emis în 3 milioane de exemplare, de 3,87 grame de aur fin și care valora o livră tournois sau 20 de sols. Pe aversul monedei, regele este reprezentat pe un cal de luptă, înarmat cu un scut împodobit cu o floare de crin și învârtind o spadă deasupra capului. Armura calului este și ea împodobită cu flori de crin. Circular, este gravată inscripția: IOHANNES DEI GRATIA • FRANCORVM REX, în română: « Ioan, prin grația lui Dumnezeu, regele francilor ». Deși, în limba franceză cuvântul « franc » semnifică « liber », este mai probabil că denumirea monedei provine, pur și simplu, de la această inscripție.
În 1385, francul este bătut cu imaginea noului rege Carol al VI-lea. Pe o piesă de 3,06 grame de aur, monarhul este reprezentat în picioare, Această monedă este denumită franc à pied, în românește: franc în picioare.

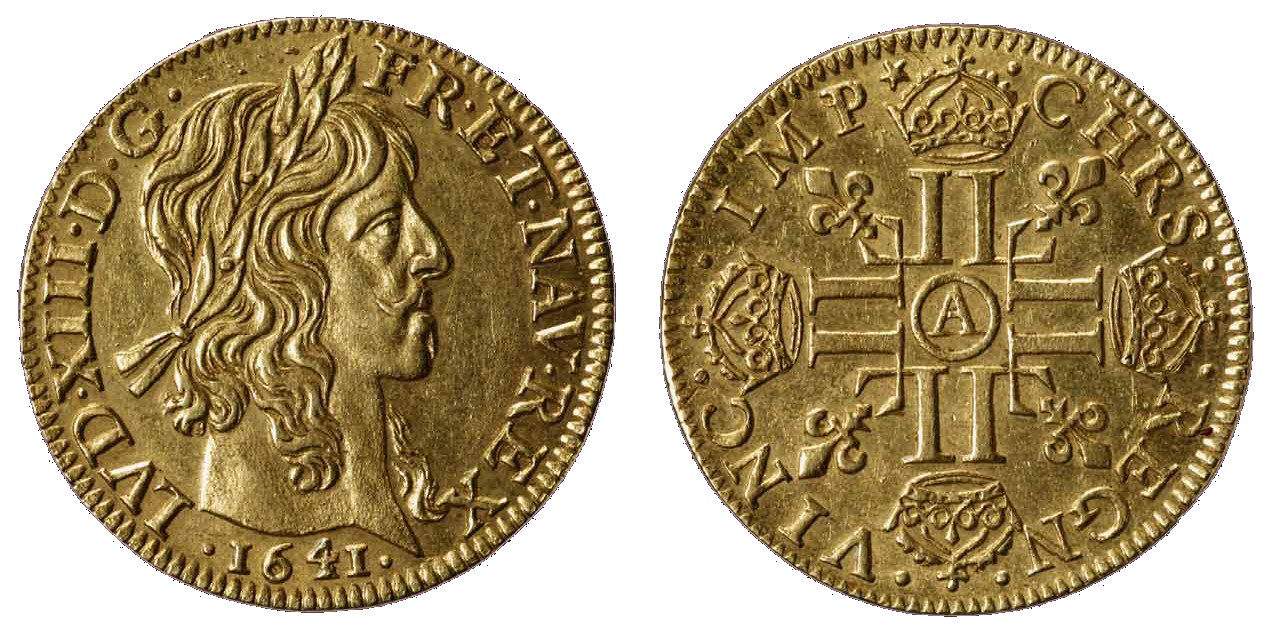
Louis d'or emis de Ludovic al XIII-lea; avers: cap laureate spre dreapta, LVD•XIII•D•G• – FR•ET•NAV•REX (adică, în română: „Ludovic al XIII-lea cu grația lui Dumnezeu rege al Franței și Navarei„); sub gât: milesimul 1641; revers: monograma: o cruce formată din 4 dublu L surmontate de coroane și separate de flori de crin, litera atelierului este într-un cerc, în centrul crucii: A (Paris). Circular este legenda: •CHRS••REGN••VINC••IMP٭ (adică, în română: „Hristos domnește, învinge, comandă”)

În 1575, regele Henric al III-lea, cere să se bată un franc de argint de 14,18 grame cu titlul de 833‰, valorând 20 de sols și patru deniers, adică o valoare ușor superioară unei livre tournois. În același timp, se bat subdiviziuni ale francului: demi-franc (în română: « jumătate de franc ») și quart de franc (în română : « sfert de franc »). Henric al III-lea creează și un écu de aur, care valora 3 livre tournois, ca unitate monetară de cont.
Regele Henric al IV-lea emite, în 1586, o declarație prin care interzicea baterea francului. Doar subdiviziunile acestuia pot fi bătute în continuare. Această decizie a fost luată întrucât monedele erau adesea pilite, pentru a se sustrage mici cantități de argint.
Regele Ludovic al XIII-lea cere să se emită monede de « demi-franc » și de « quart de franc », respectiv de 7,094 g și de 3,547 grame de argint cu titlul de 833‰. Ludovic al XIII-lea hotărăște să se reformeze sistemul monetar în 1640, iar la 23 decembrie 1641, regele dispune emiterea  unei frumoase monede de aur căreia îi dă numele său louis d'or (în română: ludovic de aur). Moneda louis d’argent (în română: ludovic de argint), care decurge din aceasta, este denumită écu; francul devine o monedă desuetă. Totuși, termenul de « franc » rămâne viu în mințile oamenilor; Molière, Boileau folosesc în scrierile lor cuvântul « franc » pentru « livră », ca și Madame de Sévigné în scrisorile adresate fiicei sale.

### Revoluția Franceză
Legea din 18 nivôse, anul III (7 ianuarie 1795) permite emiterea primelor asignate exprimate în franci.
Urmează legea din 18 germinal, an III (7 aprilie 1795), care redenumește vechea livră tournois, (care amintea prea mult de Vechiul Regim) și decide că unitatea monetară oficială a Franței este francul. Conținutul său era de 5 grame de argint. Legea confirmă sistemul zecimal: francul era subîmpărțit în 10 décimes (zecimi) și în 100 de centimes (sutimi), dar monedele prevăzute nu vor fi niciodată bătute.
Cu legea din 28 thermidor, anul III (15 august 1795), francul devine unitatea monetară francezăși detronează livra tournois.
Legea din 25 germinal, anul IV (14 aprilie 1796) dă echivalențele livră / franc: livra tournois cântărește 4,505 grame de argint, iar francul cântărește 4,50 grame de argint fin. Livra tournois este, prin urmare, ușor superioară francului, iar legea decretează că piesa de 5 franci să fie dată și primită pentru 5 livre tournois, 1 sou și 3 deniers.
Nu este nicio escrocherie, întrucât un studiu făcut asupra unei importante cantități de livre tournois care erau în circulație arăta că, datorită uzurii, greutatea medie a unei livre tournois era sub 4,50 grame situându-se la 93% din greutatea teoretică. Pentru a ține cont de această uzură și pentru a simplifica schimburile de monede, francul este bătut de 5 grame de argint, cu titlul de 900‰. Valoarea sa este deci de 1 franc pentru o livră turnois sau 20 de sols.
Totuși, în epocă, era nevoie de timp pentru a schimba moneda. Producția de pise monetare nu era suficientă față de cererea pieții, țara suferind de o lipsă generală de metale (aur, argint, dar și de cupru și bronz). Este de notat faptul că mulți emigrați au ieșit din Franța cu metalele lor prețioase. Pentru accelerarea punerii în practică a noii monede, sunt luate două măsuri:
1. Un decret din 2 fructidor, an IV[2] (19 august 1796) stabilește că piesele monetare de bilon emise sub Ludovic al XV-lea și sub domniile anterioare pot circula cu valoarea de 2 sous (10 centime), dar în practică publicul nu le acceptă decât pentru 1 sou ½.
2. O campanie de recuperare a metalelor este pusă în aplicare: donații patriotice, confiscări de bunuri ale celor emigrați, topirea veselei regale, topirea argintăriei și obiectelor de aur ale bisericilor și ale mănăstirilor, 30 000 de clopote au fost topite.

În sfârșit, începând din 1796, războaiele vor permite aducerea unor mari cantități de metale din toată Europa (45 de milioane de livre în 1796).
Legea din 16-17 floreal, anul VII răstoarnă principiul primatului livrei tournois, și impune evaluarea monedelor regale în franci și centime, care totuși erau definite în livre/sous/deniers. Ea obligă contabilitățile și stipulările să fie stabilite în franci, începând cu data de 1 vendémiaire, an VIII. Legea dă valorile relative ale monedelor, în livre tournois, fixează plata angajamentelor, rentelor, provizioanelor etc. Ea impune ca plata funcționarilor, impozitele, tranzacțiile, actele între particulari, pensiile să fie exprimate în franci.

### Francul Germinal

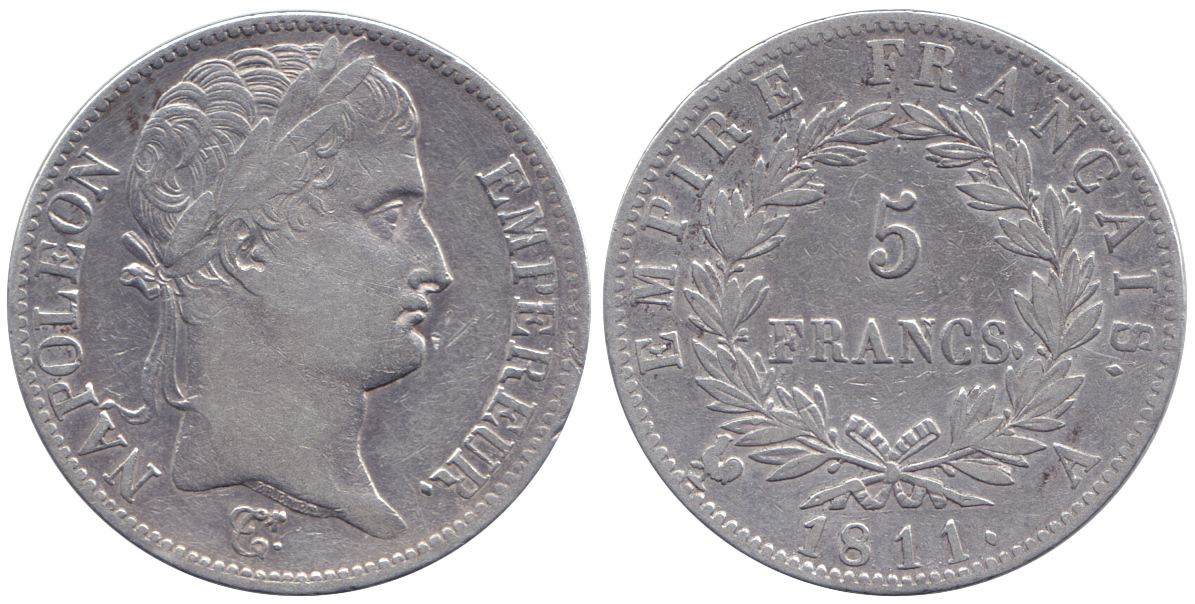
Monedă de 5 franci, emisă în 1811, Napoleon. Argint 900.

În anul 1800, a fost creată Banca Franței.
Legea din 14 germinal, anul XI (4 aprilie 1803) permite serviciilor statului să preia monedele ciuntite sau alterate, la greutate. Hotărârea din 17 prairial, anul XI (6 iunie 1803) publică un tarif de două pagini pentru preluarea monedelor de aur și de argint, din toate țările Europei și din aproape toate țările Asiei, destinate topirii.

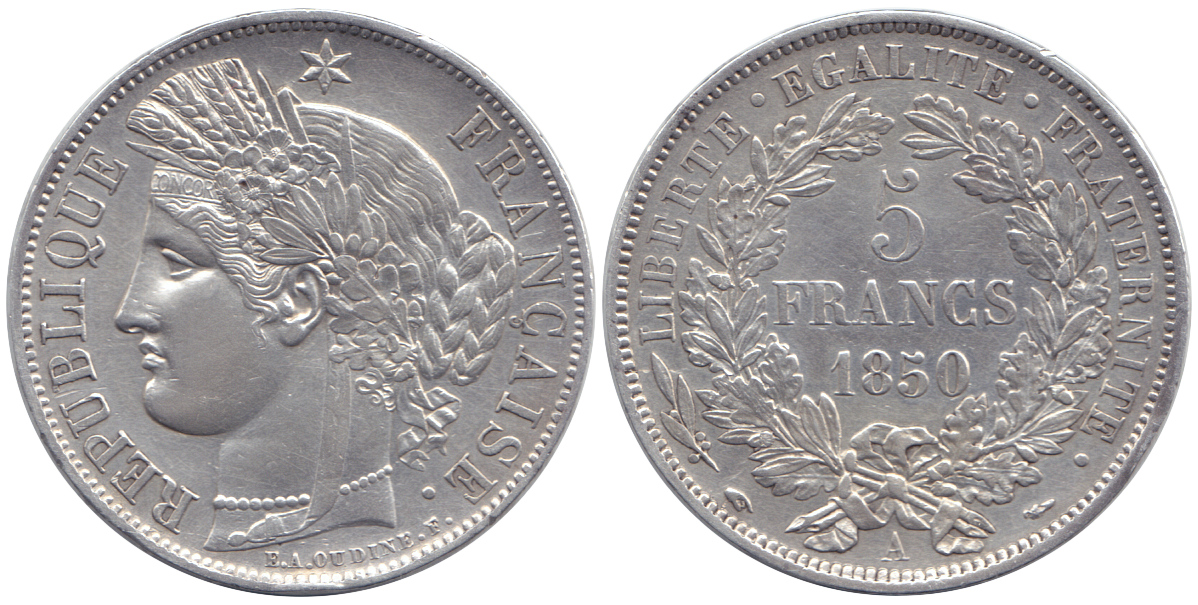
Monedă de 5 franci, emisă în 1850, A Doua Republică Franceză. Argint 900, tip Ceres.

Legea din 17 germinal, anul XI (7 aprilie 1803) instituie bimetalismul. Argintul își recapătă onoarea: monede cu valoarea nominală de un franc germinal, 2 franci, 5 franci, o jumătate de franc, un sfert de franc sunt bătute din acest metal, dar sunt bătute și monede de 20 de franci și de 40 de franci din aur, de unde denumirea de « franc-aur ». Banca Franței devine instituția privilegiată de emitere.
Franța și-a constituit un vast Imperiu, chiar și în afara Europei, unde francul circula din plin. Belgia, Țările de Jos, Elveția și Nordul Italiei au fost integrate Imperiului Francez.
Francul germinal este o monedă foarte stabilă, până în 1914, în pofida instabilității politice din Franța, însoțind dezvoltarea și îmbogățirea țării timp de 125 de ani, până în 1928, când s-a trecut la « francul Poincaré ». În 1915, un franc echivala cu 2,53 de euro din 2007.
Din 1879 până în 1928, „francul-aur” de 0,32225 g a constituit unitatea monetară națională a Franței.

#### Uniunea Monetară Latină

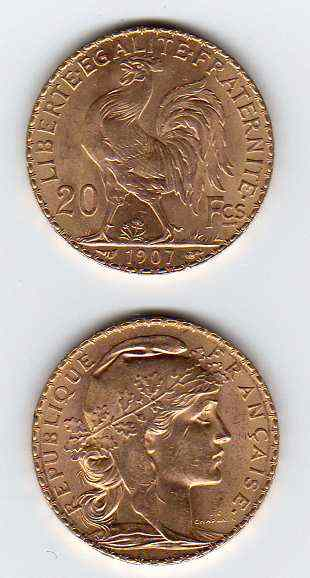
Napoleon: monedă franceză de 20 franci cu „Cocoșul Galic”, emisă în anul 1907

La 23 decembrie 1865, a fost creată Uniunea Monetară Latină (UML), sub forma unei asociații monetare care definea principiile de uniformitate monetară în privința greutății, titlului metalului și cursul pentru patru monede europene. Franța a fost membru fondator al Uniunii Monetare Uniunea Latine, alături de Belgia, Italia, Elveția, Luxemburg. Acestor țări li s-a alăturat Grecia, în 1868, iar un număr de țări, printre care România, Austro-Ungaria, Suedia s-au asociat prin acorduri bilaterale, în anii care au urmat.
În 1873, Uniunea Monetară Latină a trecut la standardul de aur pur: 1 franc = 0.290322581 g de aur.
Prin Uniunea Monetară Latină s-a încercat unificarea mai multor valute europene într-o monedă unică, care ar putea fi utilizată în toate statele membre, într-un moment în care majoritatea monedelor naționale erau făcute încă din aur și argint.
Uniunea Monetară Latină a încetat să mai existe la 1 ianuarie 1927.

### Francul Poincaré
Statul francez a cheltuit mult pentru finanțarea Primului Război Mondial. La început, se credea că războiul va fi scurt; amploarea  cheltuielilor nu fusese prevăzută. Cheltuielile prevăzute pentru acest război scurt erau evaluate la 20 de miliarde de franci (bugetul pentru 1914 era de 5 miliarde de franci). Cheltuielile totale legate de război s-au ridicat la 140 de miliarde de franci. Doar 15% au fost acoperite de impozit. S-a recurs mai întâi la creșterea masei monetare. În 1914, erau 6 miliarde de franci în circulație; în 1919, erau 25,5 miliarde. În paralel, Banca Franței a utilizat stocul de aur pentru a acoperi primele cheltuieli. Acoperirea monedei garantate în aur a scăzut puternic. O altă soluție pentru acoperirea cheltuielilor de război a fost cea a împrumuturilor de la populația franceză sub forma bonurilor de apărare (75 de miliarde pe termen scurt, dar mereu reînnoite) și 25 de miliarde în împrumuturi pe termen lung ; au fost făcute și împrumuturi externe: 40 de miliarde din Marea Britanie și din Statele Unite ale Americii. Toate acestea au antrenat o creștere a inflației, o piedere de capital pentru populația franceză și a condus la o presiune politico-economică în rândul aceleiași populații cu bonuri de apărare, dar și Statelor Unite ale Americii și Marii Britanii în momentul negocierii păcii.
Germania, considerată de Franța, apoi de Tratatul de la Versailles, drept unica responsabilă de declanșarea Primului Război Mondial, a fost condamnată să plătească despăgubiri învingătorilor: 132 de miliarde de mărci-aur trebuiau să fie rambursate, însă Germania nu va putea niciodată să plătească decât 22 de miliarde (dintre care 9 miliarde Franței) .
Franța conta pe aceste despăgubiri pentru a-și echilibra bugetul. Statul francez finanța reconstrucția și indemnizațiile victimelor cu un artificiu contabil: cheltuielile angajate erau echilibrate în buget prin crearea unei intrări fictive, luând în cont despăgubirile care vor veni. De aici, expresia « L'Allemagne paiera ». Raymond Poincaré, care voia o aplicare integrală a Tratatului de la Versailles, considera că Germania făcea tot posibilul să nu plătească ducând o politică de suprainflație. Pentru a obține plata, Poincaré a hotărât să ocupe regiunea Ruhr, cea mai bogată din Germania, începând din 1923, pentru  a căuta un « gaj productiv ». Guvernul german a hotărât rezistența pasivă. Acest lucru a condus la o hiperinflație în Germania. Dar Franța era izolată diplomatic, iar moneda sa a devenit fragilă, antrenând dezastrul electoral al lui Poincaré. Într-adevăr, Poincaré adoptase soluții draconice, care au salvat francul.
După victoria lui Poincaré în alegerile din 1928, un nou franc, cunoscut sub denumirea de francul Poincaré, și-a făcut apariția. Valora 1/5 dintr-un franc germinal. Această devalorizare a permis cucerirea piețelor externe, dar a pus capăt iluziei unei reveniri la ceea ce numim «La Belle Époque».

### Al Doilea Război Mondial

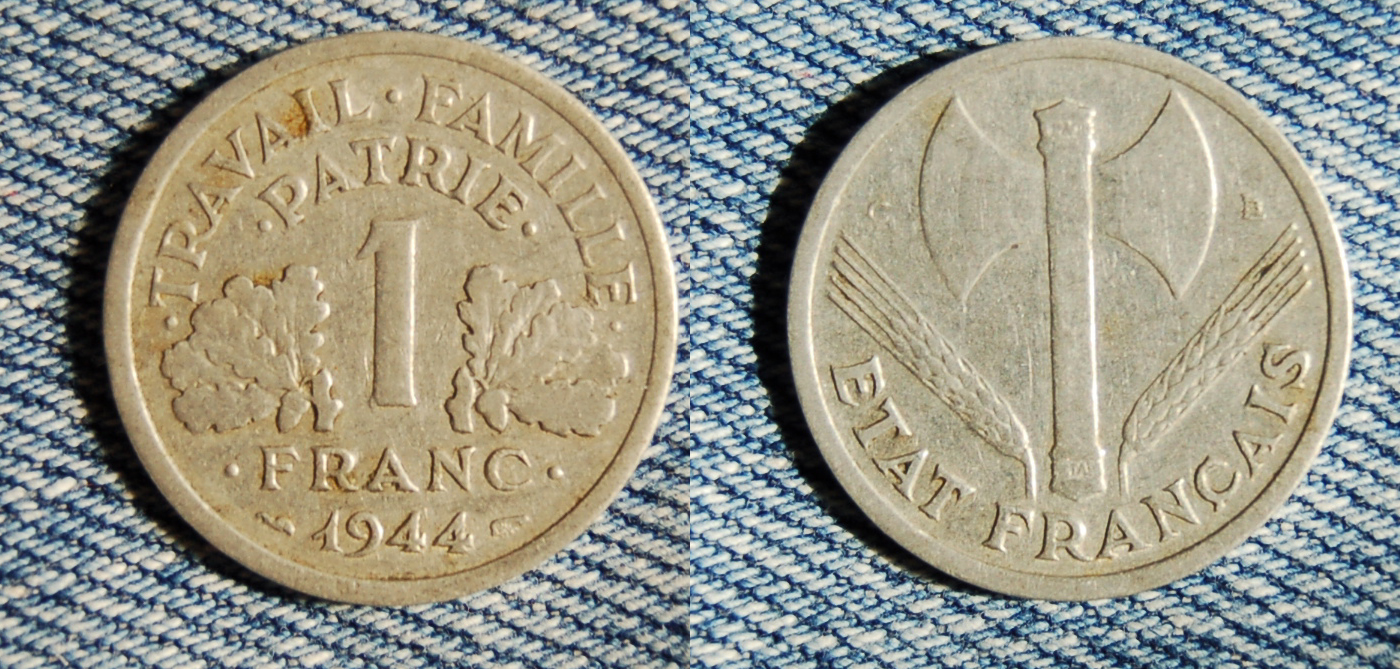
Monedă de 1 franc, emisă în 1944, de Statul Francez (Regimul de la Vichy)

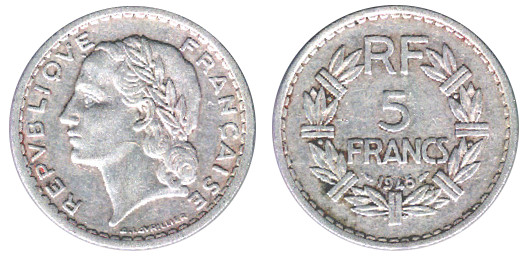
Monedă de 5 franci, emisă în 1945, de Republica Franceză, gravată de André Lavrillier.

În timpul ocupației germane, sub Regimul de la Vichy (Statul Francez), din iulie 1940 până în august 1944, monedele franceze au fost schimbate: deviza Republicii Franceze:  
„Liberté, Égalité, Fraternité”
 a fost schimbată cu 
„Travail, Famille, Patrie”
, iar Ordinul Securii de Război de la Vichy a înlocuit celelalte embleme.

La Eliberare, americanii, împreună cu AMGOT, au încercat să impună Franței Bancnota drapel · , însă Generalul Charles de Gaulle, președintele Guvernului Provizoriu al Republicii Franceze (GPRF), s-a opus și a dispus retragerea acestei monede, din circulație, începând din 27 iunie 1944, considerând-o drept o „contrafacere”, cu alte cuvinte, „o monedă falsă”.

### Francul nou

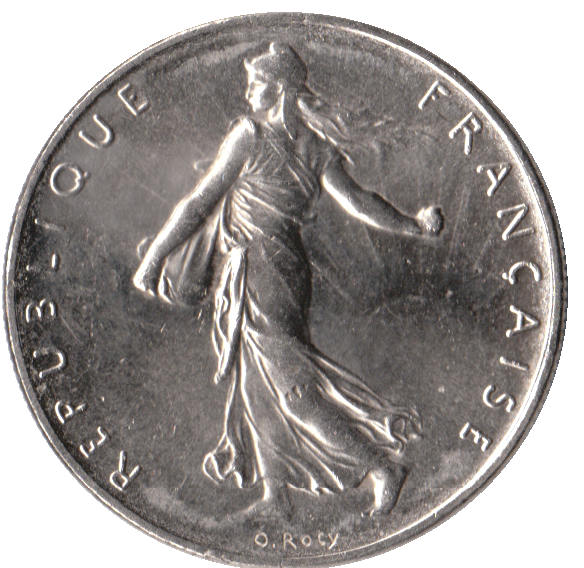
1 franc francez din 1999 (avers): REPUBLIQUE FRANÇAISE „La Semeuse”, spre stânga; gravor:
Oscar Roty.

Revenit la putere în iunie 1958, generalul de Gaulle a hotărât reformarea structurii economice și constituționale a țării, și le-a încredințat ministrului finanțelor Antoine Pinay și economistului Jacques Rueff misiunea de a crea un « franc greu », în paralel cu o nouă devalorizare cu 17,5%, a șaptea după Eliberare. Rata de conversie a fost de 100 de « franci vechi » = 1 « franc nou »; astfel un produs având prețul de 519 franci vechi a costa de atunci înainte 5,19 franci noi, sau 5 franci și 19 centime. Acest franc nou a fost uneori denumit franc Pinay sau mai rar franc de Gaulle.
- La 27 decembrie 1958: adoptarea Planului Pascal Marie, care viza crearea și punerea în circulație a francului nou;
- La 1 ianuarie 1960: punerea în circulație a francului nou.

Din 1963, francul nou a fost denumit pur și simplu: « franc ».
După introducerea francului nou, mulți francezi au continuat să se exprime, când era vorba de sume de bani, în franci vechi. De exemplu, premiile la loterie erau deseori anunțate în centime de franci, echivalente cu francul vechi.

### Trecerea la euro
Joaquin Jimenez a desenat unele dintre ultimele monede în franci francezi, precum moneda de 100 de franci « Jean Monnet ».
În afară de Franța, francul francez era folosit și în Principatul Andorra, precum și în Principatul Monaco.
Soarta francului nou a fost pecetluită prin ratificarea Tratatului de la Maastricht în 1992, care prevedea o monedă unică gerată de Banca Centrală Europeană. După 44  de ani de folosire, francul nou a fost înlocuit la 1 ianuarie 1999 de euro, (la 1 ianuarie 2002, pentru monede metalice și bancnote), la o rată de conversie de 1 euro = 6,55957 FRF. Francul francez nu mai are curs legal de la data de 17 februarie 2002.

## Galerie de imagini

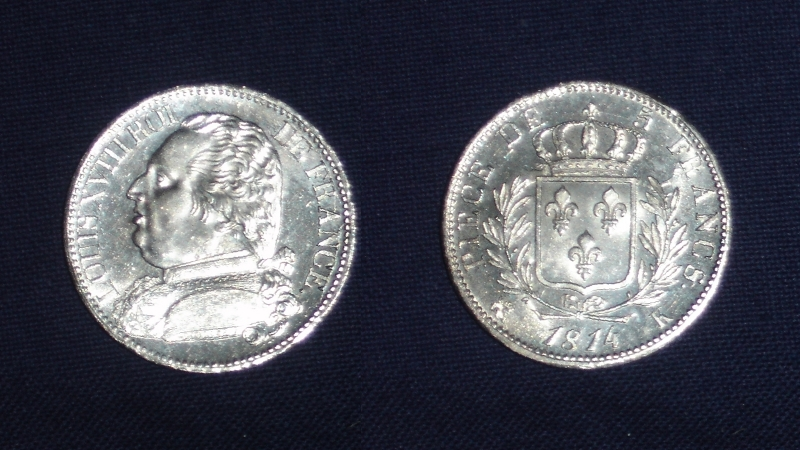
Monedă de 5 franci emisă în timpul Restaurației; avers, circular: LOUIS XVIII ROI DE FRANCE[16], bust spre stânga; revers, circular: PIÈCE DE 5 FRANCS[17], în centru sus este gravată coroana deasupra stemei regale (scut și trei flori de crin, dispuse în triunghi, cu vârful în jos); de o parte și de alta a scutului se află ramuri de măslin; în exergă: milesimul 1814, iar la dreapta, mai sus, litera K, semnul monetăriei din Bordeaux
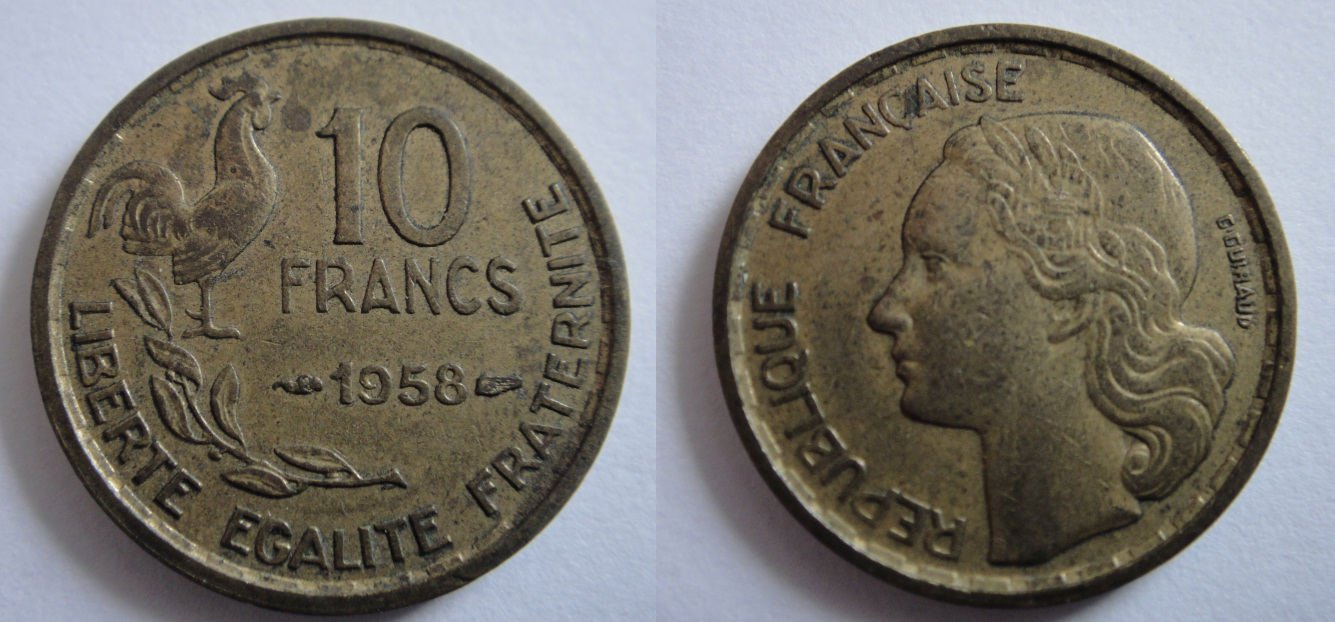
Monedă de 10 franci francezi din 1958
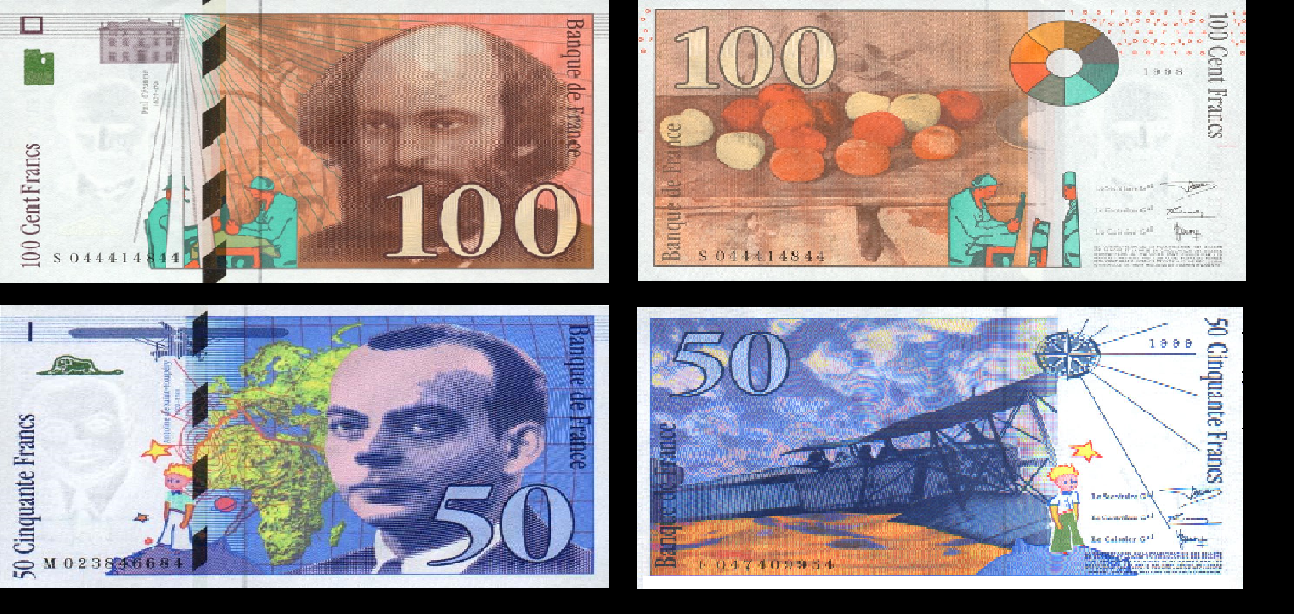
Bancnote de 50 și de 100 de franci noi (avers și revers): Antoine de Saint-Exupéry, 1993, 50 franci; Paul Cézanne, 1997, 100 franci
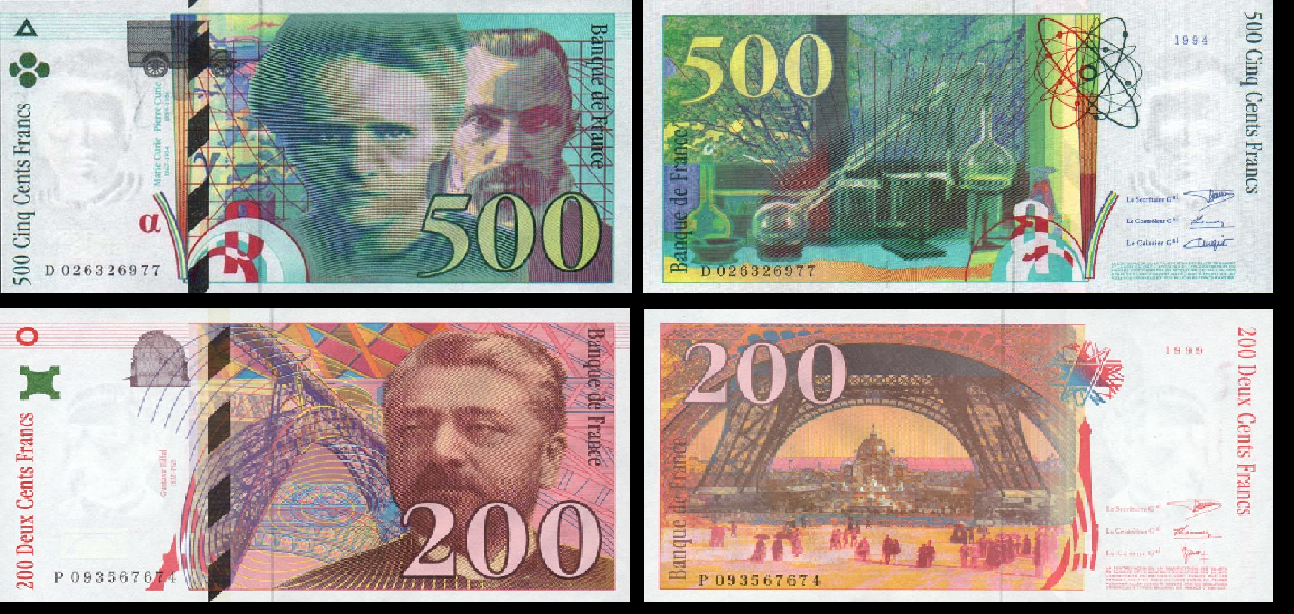
Bancnote de 200 și de 500 de franci noi (avers și revers): Eiffel, 1995, 200franci; Pierre și Marie Curie, 1993, 500 franci
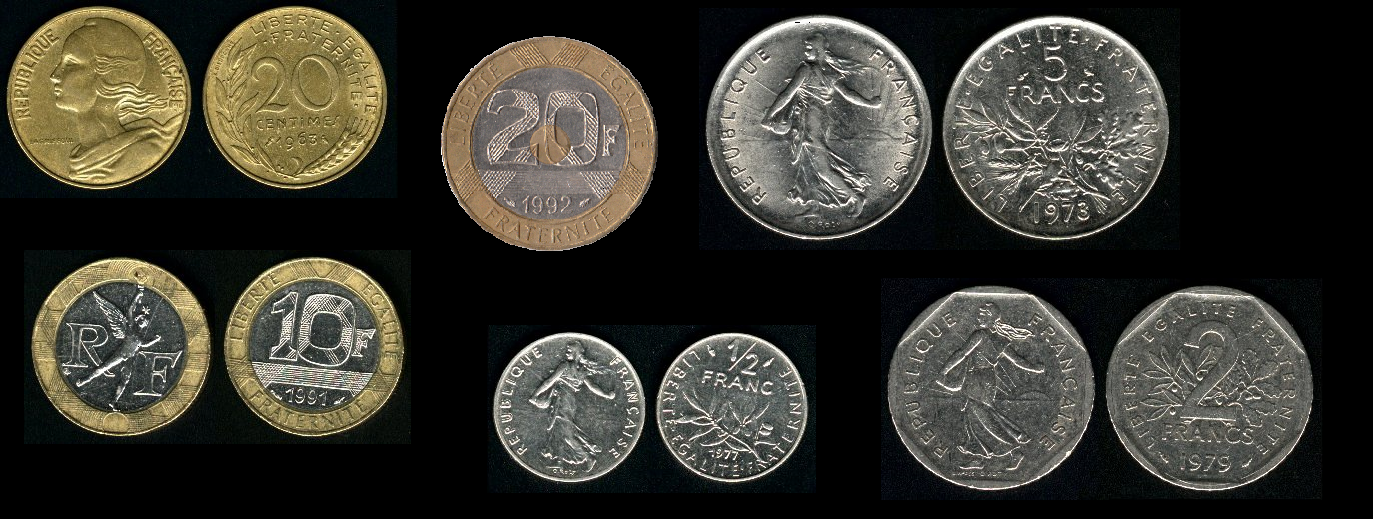
Francul nou, diferite monede